# Мондт, Тутс
Джозеф Реймонд «Тутс» Мондт (англ. Joseph Raymond "Toots" Mondt, 18 января 1894, Уэйн, Айова — 11 июня 1976, Сент-Луис, Миссури) — американский рестлер и промоутер, который произвел революцию в индустрии рестлинга в начале и середине 1920-х годов и был сопромоутером World Wide Wrestling Federation. Среди звезд, которых Мондт помогал создавать с 1920-х по 1960-е годы, были Уэйн Манн, Джим Лондос, Антонино Рокка, Бруно Саммартино, Стю Харт и «Ковбой» Билл Уоттс.

## Ранняя жизнь
Джозеф Раймонд Мондт родился в Гарден-Гроув, Айова, 18 января 1894 года. Отец Тутса, Фрэнк, был фермером и строительным подрядчиком. Семья Мондт переехала в округ Уэлд, Колорадо, в 1904 году.

## Карьера в рестлинге

### «Трио золотой пыли»
До 1919 года матчи по рестлингу представляли собой медленно развивающиеся соревнования, в основном ограниченные борцовским ковром и длившиеся в среднем 60 минут. Зрители больше не считали это интересным развлечением и, соответственно, аудитория начала сокращаться. Исход матчей иногда, а в конце концов всегда начали предопределяться заранее. Тутс Мондт присоединился к лагерю Эда «Душителя» Льюиса по рекомендации Фармера Бернса. Тутс выступал в качестве спарринг-партнера, тренера, иногда в качестве противника и офицера полиции. В качестве спарринг-партнера и тренера Тутс Мондт помогал Эду Льюису разрабатывать новые приемы и контрприемы. Рабочие отношения и единство среди промоутеров реслинга начали ослабевать, а посещаемость все ещё оставалась низкой. Тутс придумал решение и объединил особенности боксерского ринга, греко-римской и вольной борьбы, а также старого стиля борьбы на лесоповале. Тутс назвал его «слэм-бэнг-рестлинг в западном стиле».
Второй план Тутса Мондта заключался в продвижении этого нового стиля борьбы на гораздо более высоком уровне. Тутс убедил Эда Льюиса и его менеджера Билли Сэндоу в необходимости создания собственного промоушена, а не в том, чтобы разные промоутеры контролировали их. Команда Мондта, Льюиса и Сэндоу использовала свои связи, чтобы убедить многих других рестлеров подписать контракт. Под контролем Мондта, Льюиса и Сэндоу они выполняли функции букеров и агентов. Тутс также ввел ограничения по времени, так как матчи по рестлингу часто длились по три-четыре часа. В течение шести месяцев «Трио золотой пыли» контролировало ход развития рестлинга в Северной Америке. Их шоу были перенесен из театров бурлеска и подворотен, в главные спортивные залы в каждом городе. Все новые рестлеры проверялись на личном ринге Билли Сэндоу, а ход матча и концовка тщательно определялись Тутсом. «Трио золотой пыли» позже распалось из-за борьбы за власть между Тутсом Мондтом и братом Билли Сэндоу — Максом.
Затем Мондт заключил партнерство с промоутером из Филадельфии Реем Фабиани. Они нашли нового обладателя титула в лице Дика Шиката, бывшего циркового силача из Германии. После того, как Дик Шикат получил свой титул, Мондт и Фабиани сделали Джима Лондоса своим новым чемпионом и продолжили удерживать контроль над северо-востоком США. Вскоре они распространились на Нью-Йорк, Хартфорд, Балтимор и Вашингтон. Мондт и Фабиани не добились успеха, потому что конкурирующий нью-йоркский промоутер Джек Керли в течение нескольких лет не позволял им заниматься промоутированием в Нью-Йорке, и именно в это время рядом с ним появился перспективный Лу Тез, с которым у Мондта были плохие отношения. В последние дни жизни Джека Керли, Мондт понял, что нью-йоркский рестлинг развалится. Поэтому Тутс и Фабиани немедленно создали альянс со своим коллегой-тяжеловесом Руди Дусеком. Это объединение для контроля Нью-Йорка держалось в секрете. На похоронах Керли один из его сыновей обратился к Мондту по поводу контроя Нью-Йорка, не зная, что у Тутса уже есть план. Мондту также помогали другие букеры, такие как Джек Пфеффер, братья Джонстон и Джесс Макмэн. Джесс Макмэн работал с промоутером бокса и основателем хоккейной команды «Нью-Йорк Рейнджерс» Тексом Рикардаом, который презирал рестлинг и препятствовал его проведению в «Мэдисон-сквер-гарден» с 1939 по 1948 год. Мондт нашел бывшего рестлера, ставшего миллионером, Бернарра Макфаддена, который обеспечил ему финансовую поддержку.
Бернарр Макфадден помог Мондту получить успех в Нью-Йорке и получить доступ в «Мэдисон-сквер-гарден». В 1948 году в главном событии первого за 9 лет шоу, проведенного в «Гардене», Великолепный Джордж победил Эрни Дусека. В том же году Тутс Мондт занялся поиском ещё одного чемпиона. После нескольких неудачных попыток Тутс Мондт нашел Антонино Рокку, который привлек больше латиноамериканских фанатов на матчи, что привело к увеличению прибыли. Однако Мондт не смог выстроить отношение с Рокка и Рей Фабиани привлёк Винса Макмэна-старшего.

### Создание World Wide Wrestling Federation
В 1963 году Тутс Мондт и Винс Макмэн-старший отделились от National Wrestling Alliance (NWA), переименовав Capitol Wrestling Corporation в World Wide Wrestling Federation (WWWF). Тутс Мондт расстался с президентом NWA Сэмом Мучником на хороших условиях, чтобы WWWF не воспринималась как враг. Тутс и Винс также были в центре борьбы с вторжением Jim Crockett Promotions в территории WWWF.
Когда Бадди Роджерс стал чемпионом мира в тяжелом весе NWA, Тутс контролировал букинг на защиту титула Роджерса. Тутс редко позволял Бадди Роджерсу защищать титул за пределами Северо-Восточного региона. Это стало одним из факторов, который привел к тому, что World Wide Wrestling Federation от NWA. В апреле 1963 года Бадди Роджерс получил титул чемпиона мира WWWF в тяжелом весе, якобы за победу в турнире за титул в Рио-де-Жанейро — вымышленный сюжет, созданный Тутсом Мондтом. В 1965 году Тутс Мондт ушел с поста промоутера «Мэдисон-сквер-гарден», и его место занял Винс Макмэн-старший. Когда Бруно Саммартино был приглашен в WWWF, Винс-старший предсказал, что он будет выступать в середине шоу в течение двух или трех лет в лучшем случае. Тутс назвал Саммартино будущим компании, потому что он сразу же понравился людям. Тутс убедил Винса Макмэна-старшего построить компанию вокруг Бруно Саммартино. В подкасте Wrestling Observer Radio в июне 2012 года Бруно признал, что Мондт и Винс Макмэн-старший были не в лучших отношениях во время его работы в компании, причем Бруно предположил, что это было вызвано тем, как промоушен поступил с Бадди Роджерсом.
Меняющиеся времена и развитие телевидения привели к тому, что влияние Мондта в спорте уменьшилось. Мондт был букером арены и никогда не мог работать на телевидении так, как Макмэн. Этот факт в сочетании с проблемами Мондта с азартными играми позволил его партнеру по бизнесу вытеснить его из владения территорией Нью-Йорка. В середине 60-х годов Тутс продал свою долю Макмэну. Макмэн сократил Мондта до наемного работника Capitol. Мондт умер 11 июня 1976 года в возрасте 82 лет после долгой борьбы с болезнью. С тех пор он был введен в Зал славы Wrestling Observer Newsletter в 1996 году, в Зал славы и музей рестлинга в 2008 году и в Зал славы WWE в 2017 году в категории «Наследие».

## Достижения
- Зал славы и музей рестлинга
  - С 2008 года
- Wrestling Observer Newsletter
  - Зал славы WON (1996)
- WWE
  - Зал славы WWE (с 2017 года)